# مانول كورنس
مانول كورنس (بالإسبانية: Manuel Chorens)‏ هو لاعب كرة قدم كوبي سابق.

## مسيرته الدولية
شارك بيرغس مع منتخب كوبا في كأس العالم لكرة القدم 1938 في فرنسا. ولعب في ثلاث مباريات دون إحراز أية أهداف.

## وصلات خارجية
مانول كورنس على موقع الاتحاد الدولي (مؤرشف)  (الإنجليزية)
- مانول كورنس على موقع قاعدة بيانات كرة القدم.إي يو (الإنجليزية)
- مانول كورنس على موقع ناشيونال فوتبول تيمز (الإنجليزية)
- مانول كورنس على موقع Soccerway.com (الإنجليزية)
- مانول كورنس على موقع عالم كرة القدم.نت (الإنجليزية)